# حوریه پراما
حوریه پراما (به انگلیسی: Hourieh Peramaa) (زاده ۱۹۳۳) بازرگان و میلیاردر ایرانی مستقر در قزاقستان است، که در حال حاضر به‌عنوان یکی از ثروتمندترین اشخاص ایرانی شناخته می‌شود.
نام پراما که در صنعت املاک و مستغلات فعالیت می‌کند، نخستین بار در سال ۲۰۰۸ و در پی خریداری خانه‌ای به مساحت ۲۸ هزار مترمربع، واقع در خیابان بیشاپس، لندن، به ارزش ۵۰ میلیون پوند، مطرح گردید.